# Boêmio Feliz
Boêmio Feliz é o quarto álbum de estúdio do cantor e compositor brasileiro Zeca Pagodinho e o primeiro do produtor Ivan Paulo, que substituiu Milton Manhães, o responsável pela produção nos outros trabalhos do artista.
O coro é uma das marcas desse disco, sendo que nos créditos aparecem 22 pessoas fazendo parte do coral. Uma destas pessoas é a notável Tia Surica, que na época ainda não era tão conhecida fora do meio musical do samba. O disco também marca a estreia da banda Velha Guarda da Portela como voz convidada na faixa de encerramento do disco, que anteriormente era creditada apenas no coral ou entre compositores.
O disco não teve uma boa performance comercial e foi certificado pela Pró-Música Brasil com disco de ouro, equivalente à vendagem de 40 mil cópias. Posteriormente, foi relançado em um box comemorativo no ano de 2015 a pedido especial de Zeca Pagodinho.

## Faixas
| N.º            | Título | Compositor(es)                                                                             | Duração |  |
| 1.             | "Saudade Louca" | Franco / Arlindo Cruz / Acyr Marques                                                       | 5:42    |  |
| 2.             | "Tempo de Criança" | Zeca Pagodinho / Beto Gago                                                                 | 3:34    |  |
| 3.             | "Minta Meu Sonho" | Jorge Aragão                                                                               | 2:59    |  |
| 4.             | "Coração Dividido" | Mauro Diniz                                                                                | 2:58    |  |
| 5.             | "Pinta de Lorde" | Adilson Bispo / Zé Roberto                                                                 | 3:09    |  |
| 6.             | "Hora da Partida" | Monarco / Mauro Diniz                                                                      | 3:14    |  |
| 7.             | "Boêmio Feliz" | Carlos Senna / Beto sem Braço                                                              | 3:26    |  |
| 8.             | "Ter Compaixão" | Zeca Pagodinho / Arlindo Cruz / Marquinho China                                            | 3:59    |  |
| 9.             | "Formiga Miúda / Shopping Samba" (part. Wilson Moreira) | Wilson Moreira / Sérgio Fonseca / Marcos Paiva                                             | 3:41    |  |
| 10.            | "Zé Inácio, Pai Véio" | Beto sem Braço                                                                             | 3:51    |  |
| 11.            | "Filial da Matriz" | Arlindo Cruz / Serginho Meriti                                                             | 3:23    |  |
| 12.            | "Pot-Pourri da Velha Guarda: Volta Meu Amor / Cada Um Pro Seu Lado / Eu Já Ando Cheio de Aborrecimento / Dona do Meu Coração / Cantar de Um Rouxinol" (part. Velha Guarda da Portela e Argemiro da Portela) | Manacéa / Áurea Maria; Alberto Lonato; Nelson Amorim; Alcides Dias Lopes; Paulo da Portela | 3:39    |  |
| Duração total: | Duração total: | Duração total:                                                                             | 43:30   |  |

## Certificações
| Brasil (ABPD)                             | Ouro | 1989 | 100.000* |
| *número de vendas baseado na certificação |      |      |          |